# Río Llobregat
El río Llobregat es un río del nordeste de la península ibérica que discurre por Cataluña, España. Nace en el municipio de Castellar de Nuch y desemboca en el mar Mediterráneo.

## Etimología
Existen al menos dos hipótesis sobre su etimología:
- Vendría del latín rubricatu, cuyo significado es 'rojo',[1] que se habría transformado en lubricatu por disimilación. Es posible que esta palabra se haya mezclado con lubricus ('resbaladizo').[2]
- Equivaldría al término castellano lóbrego, sombrío (en catalán llòbrec, fosc), tal vez debido a su curso encajado de norte a sur, lo que hace que el fondo del río siempre reciba poca insolación, tanto en la mañana como durante la tarde. Este hecho resulta bastante evidente durante la tarde en Monistrol, junto al Montserrat.

## Geografía
Su nacimiento se localiza en Castellar de Nuch a 1259 m de altitud en la sierra del Cadí y su desembocadura en el mar Mediterráneo, en El Prat de Llobregat. La totalidad de su cuenca se encuentra en Cataluña. Atraviesa la cordillera Litoral, alternándose el aprovechamiento industrial, en los desfiladeros con el agrícola en las llanuras. Desemboca formando un delta pantanoso. En esa zona se encuentran numerosas localidades que en su tiempo fueron esencialmente agrícolas y que incluyen Llobregat en su nombre, como San Baudilio de Llobregat, Cornellá de Llobregat o L'Hospitalet de Llobregat. El río supera los 170 km de longitud y tiene una cuenca de 4948 km².
En la cuenca del Llobregat se situaron numerosas industrias en los siglos XIX y XX que aprovecharon su energía y agua, destacando las llamadas «colonias industriales». El agua del río recibe numerosos aportes de contaminación por industrias y por residuos líquidos de los núcleos urbanos situados a lo largo de su curso, aunque se hacen esfuerzos por disminuirlos. Además, el Llobregat sufre hoy una fuente peculiar de contaminación por los residuos de las minas de potasio, que hacen que su salinidad sea elevada.
La cuenca del Llobregat es la fuente del agua de bebida para poblaciones como Sabadell, Hospitalet o buena parte de la misma Barcelona. La contaminación de su agua plantea problemas por la formación de trihalometanos, compuestos orgánicos de cloro y bromo que se forman al desinfectar el agua con cloro para eliminar virus y bacterias, y que pueden causar cáncer. La contaminación del río con sales de potasio condiciona un predominio de trihalometanos bromados en el agua de bebida procedente del Llobregat, fenómeno infrecuente. 
En la desembocadura, el nivel de su cauce se encuentra sobre la llanura litoral, por lo que ha ocasionado graves inundaciones (como en 2005) que alcanzan, inclusive, a la zona del aeropuerto de El Prat. Ello se debe a que la gran cantidad de sedimentos que ha arrastrado a través del tiempo ha elevado el nivel del cauce y también el de los propios diques naturales que lo limitan. Estos diques presentan brechas que no resisten las crecidas más fuertes, especialmente, hacia el sur. En 2004, el cauce del río Llobregat fue desviado 2 kilómetros hacia el sur en su tramo final, desde el puente de Mercabarna, para permitir la ampliación del puerto de Barcelona.

## Afluentes

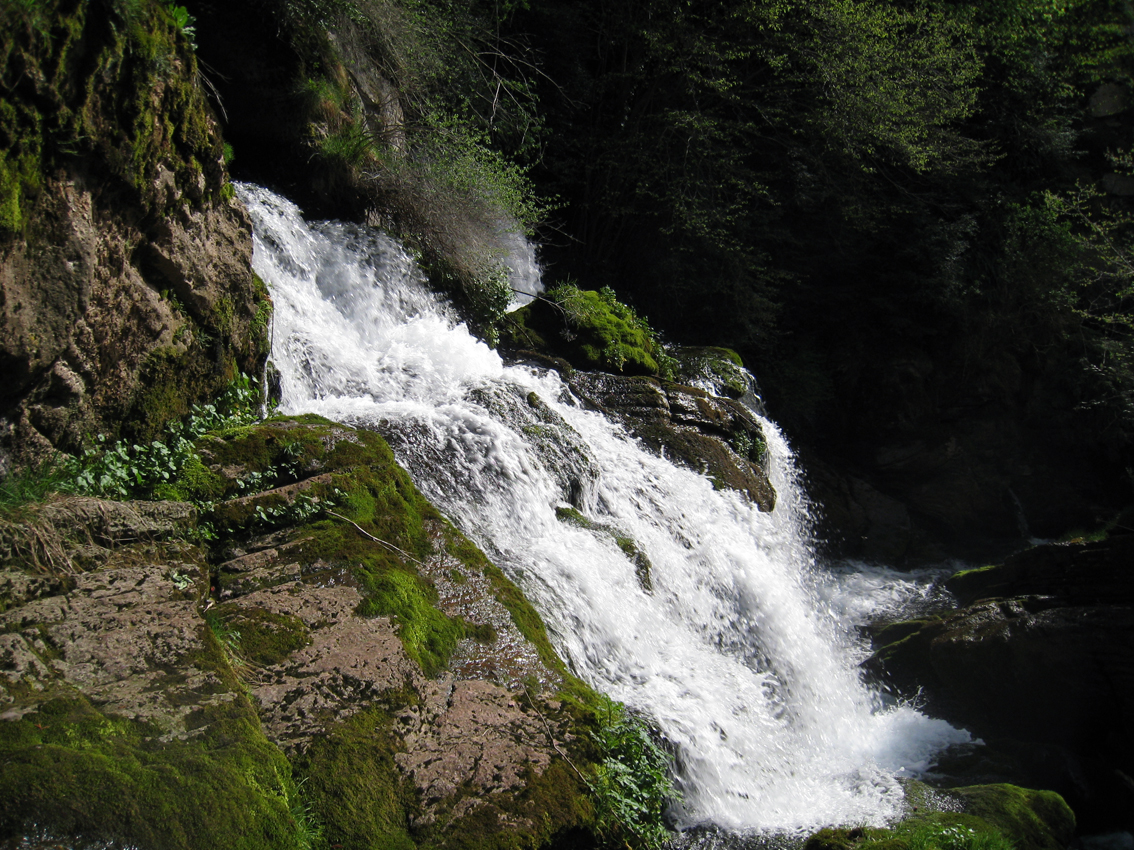
Fuentes del Llobregat, en Castellar de Nuch.

Sus principales afluentes son el río Cardener y el río Noya, que riega un área de famoso aprovechamiento vitivinícola.
- Por la margen derecha:
  - Río Bastareny[3]
  - Río Cardener[4]
  - Riera de Magarola[5]
  - Río Noya[6]
  - Riera de Cervelló
  - Riera de Torrelles

- Por la margen izquierda:
  - Río Arija[7]
  - Río Mergançol
  - Riera de Merlès
  - Río Cornet
  - Riera Gavarresa[8]
  - Río Calders
  - Riera de Mura
  - Riera de Santa Creu
  - Riera del Morral del Molí
  - Riera de Rubí
    - Riera de las Arenas
    - Riera del Palau

  - Riera de Vallvidrera o la Rierada

## Imagen de satélite
- La confluencia del Noya con el Llobregat cerca de Martorell nos muestra, al mismo tiempo, los niveles de contaminación de las aguas de ambos ríos a los que ya se ha hecho referencia y, en contrapartida, el uso intensivo de dichas aguas (en este caso, del Noya o Anoia) para el cultivo en pequeñas parcelas o huertos familiares de unos 100 m²:

Fuente: WikiMapia